# William Sharpe
William Forsyth Sharpe (n. 16 iunie 1934, Boston, Massachusetts, SUA) este un economist american, laureat al Premiului Nobel pentru economie (1990).